# Brazilian shorthair
Le brazilian shorthair, également appelé Pelo Curto Brasileiro, est une race de chat originaire du Brésil. Ce chat de taille moyenne est caractérisé par le fait qu’il est la première race brésilienne internationalement reconnue et qu’il est extrêmement rare.

## Origines
Le brazilian shorthair est une race de chat relativement récente et son développement n’est pas très avancé. On raconte qu’elle descendrait des chats amenés au Brésil par les colons européens. En 1985 et dans un but expérimental on commença à sélectionner et faire reproduire les chats des rues brésiliennes. La Brazilian cat federation avait en effet remarqué que les chats feraux brésiliens étaient particuliers : à travers tout le pays, leur apparence physique était très semblable entre eux mais différente de ce qui se voit ailleurs dans le monde. C’est Paulo Ruschi, un juge félin travaillant pour le WCF qui en est à l’origine et qui a travaillé au standard de cette race. Les premiers chats sélectionnés provenaient de Rio de Janeiro, Ceará et Porto Alegre.

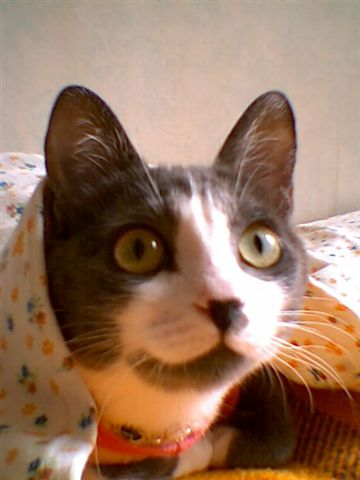
Le brazilian shorthair a de grands yeux expressifs.

C'est en 1998 que le WCF reconnaît la race[réf. nécessaire].
En 2008, il y avait encore très peu d’éleveurs de brazilian shorthair et la plupart d’entre eux se trouvent aux États-Unis, le but étant avant tout de préserver la race de l’extinction. Les mariages avec des chats de gouttières étant autorisés, cela crée de nombreuses oppositions dans le monde du chat de race.

## Standards
Le standard actuel[Quand ?] publié par la WCF doit être révisé,. On décrit généralement le brazilian shorthair comme un milieu entre l’européen ou l’american shorthair et l’oriental.
Il décrit un chat de taille moyenne au corps musclé mais plus fin qu’un american shorthair. Il doit être élégant avec des pattes de longueur moyenne, des pieds ronds et une queue d’une longueur moyenne à longue. La queue ne devrait pas être trop large à la base et s’affiner légèrement vers un bout arrondi.
C’est principalement la tête du brazilian shorthair qui caractérise la race. Elle est petite à moyenne et plus longue que large. Le profil est légèrement incurvé, le menton et la mâchoire inférieure forts. Les oreilles sont grandes et hautes sur la tête avec un intérieur bien fourni. Les yeux sont grands et arrondi et positionné de façon légèrement incurvée et éloignés l’un de l’autre sur la tête (on compte la taille d’un œil et demi entre eux). Ils sont très expressifs et leur couleur doit être assortie à celle de la robe.
La fourrure est courte, sans sous-poils et à la texture soyeuse. Le poil doit être brillant et près du corps. Toutes les couleurs et motifs sont acceptés à l’exception du colourpoint.

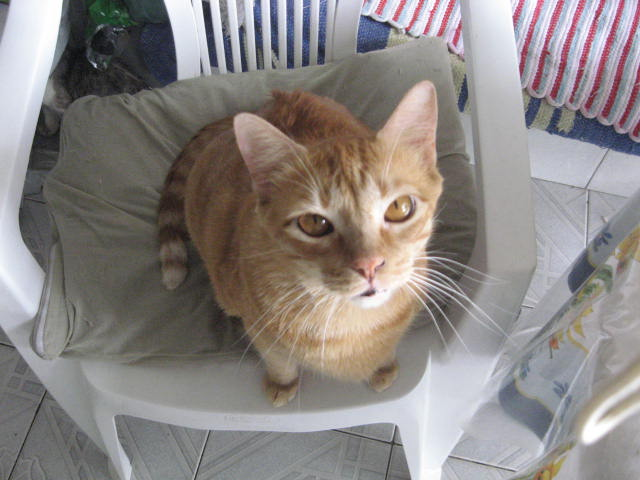
La couleur des yeux est assortie à celle de la robe.

## Caractère
On décrit généralement le brazilian shorthair comme un chat affectueux, intelligent et actif. Ils seraient toutefois assez sensibles. Ces traits de caractère restent cependant parfaitement individuels et sont fonction de l'histoire de chaque chat.